# Philip Madoc
Philip Madoc (* 5. Juli 1934 in Twynyrodyn, Merthyr Tydfil County Borough, Wales; † 5. März 2012 in Northwood, Middlesex, England) war ein britischer Schauspieler.

## Leben

### Herkunft und Ausbildung
Madoc wurde als Philip Jones in dem walisischen Dorf Twynyrodyn in der Nähe von Merthyr Tydfil geboren. Er besuchte die Cyfarthfa Castle Grammar School in Merthyr Tydfil. Dort entdeckte er sein Interesse für Sprachen. Er studierte Klassische und Moderne Sprachen, mit Schwerpunkt Sprachwissenschaft, am University College der Universität Cardiff. Weitere Studien absolvierte er an der Universität Wien. Dort studierte er Deutsch und Russisch und erwarb dort, als erster ausländischer Student, ein Diplom als Übersetzer. Madoc sprach insgesamt sieben Sprachen, unter anderem auch Schwedisch, Albanisch, Hindi und Mandarin. Einen Ruf, als Sprachwissenschaftler an die Universität Göteborg zu kommen, lehnte er ab.
Er bewarb sich dann, mittlerweile 24 Jahre alt, für ein Stipendium an der Royal Academy of Dramatic Art in London, wo er insgesamt drei Jahre eine Schauspielausbildung absolvierte.

### Theater
Madoc begann seine Karriere als Theaterschauspieler 1959 bei verschiedenen Repertoiretheatern; in dieser Zeit legte er sich den Künstlernamen Philip Madoc zu. Madoc interpretierte als Theaterschauspieler ein breites Repertoire, das insbesondere Stücke von William Shakespeare, die klassischen englischen Theaterautoren, das Theater der Jahrhundertwende, aber auch Stücke der Moderne und des zeitgenössischen Theaters umfasste. Zu seinen wichtigen Bühnenrollen gehörten im Verlauf seiner Karriere die Titelrolle und Jago in Othello, die Titelrolle in Macbeth, Shylock in Der Kaufmann von Venedig, König Lear, Antonius in Antonius und Cleopatra und Falstaff in Die lustigen Weiber von Windsor. Er spielte die Titelrolle in Goethes Faust; im Bereich des modernen Theaters übernahm er die Rolle des Geschichtsprofessors George in dem Theaterstück Wer hat Angst vor Virginia Woolf? von Edward Albee. 1991 spielte er bei der Royal Shakespeare Company bei Aufführungen in Stratford-upon-Avon den Herzog in Maß für Maß und den Professor Rath in einer Bühnenfassung des Romans Professor Unrat.

### Filmkarriere
Seit Anfang der 1960er Jahre arbeitete Madoc regelmäßig für das britische Fernsehen. Zu seinen frühen Fernsehrollen gehörten: der Wissenschaftler von Koren in einer Verfilmung der Novelle Das Duell von Anton Tschechow, Lord Byron in einer Fernsehverfilmung des Theaterstücks Camino Real von Tennessee Williams (1964, als Partner von Pamela Brown und Diane Cilento) und Charles Lomax in dem Schauspiel Major Barbara von George Bernard Shaw (1962, neben Dame Judi Dench und Brewster Mason).
Häufig wurde er auf den Rollentypus des Bösewichts oder des deutschen Offiziers festgelegt. In der im Zweiten Weltkrieg spielenden Fernsehserie Manhunt (1969) spielte er den SS-Offizier Lutzig. In der BBC-Fernsehserie Der letzte Mohikaner (1971) verkörperte er, halbnackt, mit dunklem Körper-Make-Up und Irokesenschnitt, den Anführer der Huronen, Magua. Besondere Bekanntheit erlangte er 1973 als in Gefangenschaft geratener deutscher U-Boot-Kapitän in der Sitcom Dad’s Army. In der Fernsehserie The Life and Times of David Lloyd George (1981) übernahm er die Rolle des britischen Premierministers David Lloyd George.
In dem Fernsehfilm Zina (1986) spielte er die Rolle von Leo Trotzki. Er übernahm die Rolle des Nazi-Offiziers Freddi von Flugel in dem Fernsehmehrteiler Fortunes of War (1987, mit Emma Thompson und Kenneth Branagh). Eine durchgehende Serienrolle hatte er von 1994 bis 2002 als Detective Chief Inspector Noel Bain in der Kriminalserie Der Tod war schneller. In der Krimiserie Inspector Barnaby war er 2007 in der Episode Mord mit Groove als Detective Chief Inspector Owen Jenkins zu sehen.
Madoc übernahm außerdem Episodenrollen und Gastrollen in zahlreichen britischen Fernsehserien, unter anderem in Mit Schirm, Charme und Melone (mehrfach zwischen 1962 und 1968, an der Seite von Patrick Macnee und Diana Rigg), Kommissar Maigret (1963, mit Rupert Davies), Randall and Hopkirk (Deceased) (1969), Z-Cars (1970), UFO (1970/1971, mit Ed Bishop und George Sewell), Paul Temple (1971, mit Francis Matthews und Ros Drinkwater), The Goodies (1975), Porridge (1975), Crown Court (1976), Another Bouquet (1977, als Dr. Evan Lewis), Casualty (1992, als behinderter, alter Mann in der Folge If It Isn't Hurting) und Doctors (2003). Mehrfach spielte er in der Fernsehserie Doctor Who, so als kaum wiederzuerkennender Warlord in den Episoden The War Games (1969) oder den an die Figur Viktor Frankenstein angelehnten Wissenschaftler Solon, Schöpfer eines menschlichen Monsters in den Episoden The Brain of Morbius (1976).
In verschiedenen Kinofilmen spielte Madoc kleinere Rollen, häufig auch hier Offiziere, so unter anderem in Geheimaktion Crossbow (1965), Der Spion, der aus der Kälte kam (1965), Das Quiller-Memorandum – Gefahr aus dem Dunkel (1965) und Operation: Daybreak (1975).

### Tätigkeit als Sprecher
Madoc arbeitete intensiv als Sprecher für Hörspiele, Hörbücher und Rundfunkproduktionen. Er las unter anderem Le Morte d'Arthur, die Canterbury Tales und The History of the Decline and the Fall of the Roman Empire von Edward Gibbon. Er galt als hervorragender Rezitator der Gedichte von Dylan Thomas. Für BBC Radio nahm er König Lear (2007) und Prospero in Shakespeares Spätwerk Der Sturm auf.

## Privates
Madoc war zweimal verheiratet. Seine erste Ehefrau war die Schauspielerin Ruth (Llewellyn) Madoc; aus der Ehe gingen zwei Kinder (ein Sohn und eine Tochter) hervor. Die Ehe wurde 1981 geschieden. In zweiter Ehe war Madoc mit der Innenarchitektin Diane Madoc verheiratet.
Zu seinen Hobbys gehörten Bergwanderungen im Himalaya, Kamelreiten in der Wüste Gobi, Motorradfahren, Windsurfen, Squash und Gesellschaftstanzen. Er war Fellow des Royal Welsh College of Music & Drama sowie Vize-Präsident der London Welsh Society und des London Welsh Male Voice Choir.
Madoc starb am 5. März 2012 im Alter von 77 Jahren im Michael Sobell Hospice in Middlesex nach kurzer Krankheit. Im Januar 2012 war bekannt geworden, dass er an Krebs erkrankt war.

## Filmografie (Auswahl)
- 1962: Top Secret (Fernsehserie)
- 1962: Out of This World (Fernsehserie)
- 1962: The Sword in the Web (Fernsehserie)
- 1962: The Monsters (Fernsehserie)
- 1962: Major Barbara (Fernsehverfilmung)
- 1962–1968: Mit Schirm, Charme und Melone (Fernsehserie)
- 1963: Kommissar Maigret (Maigret) (Fernsehserie)
- 1964: Camino Real (Fernsehverfilmung)
- 1966: Dr. Who – Die Invasion der Daleks auf der Erde 2150 n. Chr. (Dr. Who: Daleks Invasion Earth 2150 A.D.)
- 1965: Geheimaktion Crossbow (Operation Crossbow)
- 1965: Der Spion, der aus der Kälte kam (The Spy Who Came in from the Cold)
- 1966: Das Quiller-Memorandum – Gefahr aus dem Dunkel (The Quiller Memorandum)
- 1967: The Gamblers (Fernsehserie)
- 1968: Der Mann mit dem Koffer (Man in a Suitcase) (Fernsehserie, 2 Folgen)
- 1969: Randall & Hopkirk – Detektei mit Geist (Randall and Hopkirk (Deceased)) (Fernsehserie)
- 1969: Unfall im Weltraum (Doppelgänger)
- 1970: Z Cars (Fernsehserie)
- 1970: Manhunt (Fernsehserie)
- 1970–1971: UFO (Fernsehserie)
- 1971: Dr. Jekyll und Sister Hyde (Dr. Jekyll and Sister Hyde)
- 1971: Der letzte Mohikaner (The Last of the Mohicans) (Fernsehserie)
- 1971: Paul Temple (Fernsehserie)
- 1973: Dad’s Army (Fernsehserie)
- 1975: The Goodies (Fernsehserie)
- 1975: Porridge (Fernsehserie)
- 1975: Das Sonderkommando (Operation: Daybreak)
- 1975: Die Füchse (The Sweeney, Fernsehserie, 1 Folge)
- 1976: Poldark (Fernsehserie)
- 1976: Crown Court (Fernsehserie)
- 1977: Another Bouquet (Fernsehserie)
- 1977–1978: Target (Fernsehserie)
- 1981: The Life and Times of David Lloyd George (Fernsehmehrteiler)
- 1986: Zina (Fernsehfilm)
- 1987: Fortunes of War (Fernsehmehrteiler)
- 1988: Agent ohne Namen (The Bourne Identity) (Fernsehmehrteiler)
- 1988: King & Castle (Fernsehserie)
- 1992: Casualty (Fernsehserie)
- 1994–2002: Der Tod war schneller (A Mind To Kill) (Fernsehserie)
- 2003: Doctors (Fernsehserie)
- 2007: Inspector Barnaby (Midsomer Murders) (Fernsehserie)
- 2007: Y Pris (Fernsehserie)